# Aleje
Lovecký zámeček Aleje (někdy též Jestřebí) byl vystavěn v lesích u Kněžic, v katastrálním území vesnice Jestřebí, místní části Brtnice. Od roku 1972 je objekt kulturní památkou.

## Historie
V roce 1623 bylo zkonfiskované brtnické panství, které předtím patřilo Hynku Brtnickému z Valdštejna, císařem Ferdinandem II. prodáno Collaltům. Vlastní zámeček byl na tomto panství vystavěn v letech 1815 – 1817 knížetem Eduardem III. Collaltem v empírovém slohu. V majetku rodu Collalto e San Salvatore pak zůstal do roku 1945 a sloužil hlavně k lovům, okolní hájovny pak sloužily jako byty hajných. V 30. letech 19. století byla v zámku umístěna meteorologická stanice. V roce 1945 byly statky Collaltů na základě Benešových dekretů zkonfiskovány. Zámeček Aleje byl následně využíván jako rekreační středisko pro výtvarníky a spravoval jej Český fond výtvarných umění (ČFVU).
V 80. letech 20. století prošel zámeček rekonstrukcí, během níž došlo k odstranění některých původních prvků. Naopak přibyly křišťálové lustry, pseudoperské koberce a k vytápění se začaly využívat akumulačky. V sousedství areálu vznikla navíc stodola a dřevěné rekreační chaty. 
Po zániku Fondu zdědila zámeček – ovšem bez pozemků – Nadace českého výtvarného umění (NČVU). Teprve v roce 2010 se nadaci podařilo získat také pozemky a mohlo se tak začít s postupnou rekonstrukcí objektu, restaurována byla ústřední dřevěná vežička zámku. 
V roce 2022 bylo však oznámeno, že Nadace českého výtvarného umění objekt chce prodat. Od roku 2010 NČVU pouze opravila střechu objektu. V roce 2022 byl nabídnut městům Brtnice a Jihlava, ale ty o zámek zájem nemají.

## Popis
Jedná se o ojediněle dochovaný areál empírového loveckého zámečku se čtyřmi hájovnami (dochovaly se tři, ze čtvrté zůstaly jen základy) a dvojicí otevřených polygonálních altánů. 
Centrální zámek, stojící na mýtině v průseku lesních cest, je patrová budova s oválným sálem v prvním patře a dvěma pokoji. V přízemí se nacházel deputátní byt revírníka. 
Okolo ní se nachází lesy s hvězdicí sedmi průseků, tzv. alejí – Stonařovská, Brtničská, Opatovská, Kněžická, Jestřebská (též Brtnická), Zelená a Tabulní – sbíhajících se na mýtinu okolo zámečku. Právě tyto průseky daly tehdejšímu lesnímu komplexu název.

## Dostupnost
Zámeček je dostupný především alejemi rozbíhajícími se od něj do sedmi směrů. Stonařovská alej jej spojuje se Stonařovem, Tabulní se silnicí II/402 (nedaleko od odpojení silnice II/403 směrem na Stonařov), Jestřebská se silnicí II/402 (od křižovatky směrem k Vísce) a dále s Jestřebím, Kněžická s Kněžicemi, Opatovská s Karlínem a dále s Opatovem, Brtničská s Brtničkou (po polní cestě se dá odbočkou dojít i do Dlouhé Brtnice) a Zelená se silnicí I/38 u Stonařova. Stonařovskou alejí vede cyklostezka 5200 a Tabulní a Opatovskou cyklostezka 5111. Stonařovskou a Zelenou alejí prochází trasa NS Údolím Jihlávky na Aleje.